# روبرت مارشال (لاعب سنوكر)
روبرت مارشال (بالإنجليزية: Robert Marshall)‏ هو لاعب سنوكر بريطاني، ولد في 25 أغسطس 1964.

## روابط خارجية
- روبرت مارشال على موقع CueTracker.net (الإنجليزية)